# بيبي براتيانو

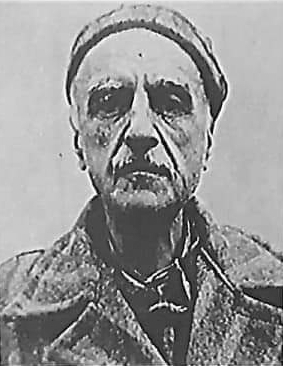
كونستانتين "بيبي" براتيانو (1950)

كونستانتين كوستانتين إيون براتيانو (ولد في 20 مايو 1887 في بوخارست في رومانيا؛ توفي عام 1955 أو 21 يناير، 1956)، والمعروف أيضًا باسم «بيبي» (وتعني «طفل») كان سياسيًا ليبراليًا من رومانيا.
كان قسطنطين نجل الجنرال كونستانتين أيون بروتيانو (1844–1910)، وهو نجل رئيس الوزراء السابق دوميترو بروتيانو. أصبح كونستانتين براتيانو صاحب دكتوراه في القانون وعمل في البنك الوطني الروماني. في عام 1938 أصبح الأمين العام للحزب الليبرالي الوطني بقيادة دينو براتيانو. لقد سعى مع دينو إلى إبقاء الحزب المنشق سليمًا خلال ديكتاتوريات الملك كارول الثاني والمساعد إيون أنتونيسكو. وخلال الحرب العالمية الثانية، بعد الإطاحة بأنتونيسكو، عمل كونستانتين براتيانو كوزير للأسلحة وإنتاج الحرب في الحكومات العسكرية الانتقالية لكونستانتين ساناتيسكو ونيكولاي روديسكو من نوفمبر 1944 حتى فبراير 1945.
خلال مؤتمر باريس للسلام لعام 1946، عندما حثت الولايات المتحدة والمملكة المتحدة خليفة روديسكو، بيترو غروزا، على مشاركة ممثلين للمعارضة في حكومته التي يهيمن عليها الشيوعيون، كان كونستانتين في نقاش قصير مرة أخرى حتى أن آنا باوكر دعمته. ومع ذلك، تم رفضه من قبل الشيوعيين الآخرين والاتحاد السوفيتي. وبعد أن أُجبر فصيله من الحزب الليبرالي الوطني على وقف النشاط في عام 1947، تم القبض عليه عام 1948 أو 1950 وسجن في سجن سيغيت. وبعد وقت قصير من إطلاق سراحه توفي في مستشفى كولشيا في بوخارست.